# Can Prat (Aguilar de Segarra)
Can Prat és una masia d'Aguilar de Segarra (Bages) inclosa a l'Inventari del Patrimoni Arquitectònic de Catalunya.

## Descripció
Gran casa de planta rectangular i coberta de dos aiguavessos, amb edificacions auxiliars annexes, una de les quals té un arc de passatge sota seu que permet el pas del camí a l'era. A una de les finestres de la casa es pot llegir una inscripció que situa la construcció al segle xviii.